# U 130 (U-Boot, 1941)
U 130 war ein deutsches U-Boot vom Typ IX C, das im Zweiten Weltkrieg von der deutschen Kriegsmarine eingesetzt wurde.

## Geschichte
Der Auftrag für das Boot wurde am 7. August 1939 an die AG Weser in Bremen vergeben. Die Kiellegung erfolgte am 20. August 1940, der Stapellauf am 14. März 1941, die Indienststellung unter Korvettenkapitän Ernst Kals fand schließlich am 11. Juni 1941 statt.
Das Boot gehörte nach seiner Indienststellung am 11. Juni 1941 bis zum 31. August 1941 als Ausbildungsboot zur 4. U-Flottille in Stettin, sowie vom 1. September 1941 bis zum 30. November 1941 als Ausbildungsboot zur 2. U-Flottille in Wilhelmshaven. Nach der Ausbildung gehörte U 130 vom 1. Dezember 1941 bis zu seiner Versenkung am 12. März 1943 zur 2. U-Flottille in Lorient.
U 130 absolvierte während seiner Dienstzeit sechs Unternehmungen, auf denen 24 Schiffe mit einer Gesamttonnage von 162.014 BRT versenkt wurden.

## Einsatzstatistik

### Erste Unternehmung
Das Boot lief am 1. Dezember 1941 um 05:55 Uhr von Kiel aus und lief am 2. Dezember 1941 in Kristiansand ein. Es lief am 3. Dezember 1941 um 05:00 Uhr wieder dort aus und lief am 16. Dezember 1941 um 15:00 Uhr in Lorient ein. Auf dieser 16 Tage dauernden und 2.334 sm über und 289 sm unter Wasser langen Unternehmung im Nordatlantik und zur Überführung des Bootes nach Frankreich, wurden drei Schiffe mit 14.971 BRT versenkt.
- 10. Dezember 1941: Versenkung des ägyptischen Dampfers Star of Luxor (Lage) mit 5.298 BRT. Der Dampfer wurde durch zwei Torpedos versenkt. Er hatte 7.940 t Militär- und Stückgut inklusive 1.436 t Halbmetalle geladen und befand sich auf dem Weg von Philadelphia über Sydney nach Liverpool. Das Schiff gehörte zum Konvoi SC-57 mit 33 Schiffen. Es gab vier Tote und 52 Überlebende.
- 10. Dezember 1941: Versenkung des britischen Dampfers Kirnwood (Lage) mit 3.829 BRT. Der Dampfer wurde durch einen Torpedo versenkt. Er hatte 5.500 t Getreide geladen und befand sich auf dem Weg von Albany nach Ipswich. Das Schiff gehörte zum Konvoi SC-57 mit 33 Schiffen. Es gab zwölf Tote und 33 Überlebende.
- 10. Dezember 1941: Versenkung des britischen Dampfers Kurdistan (Lage) mit 5.844 BRT. Der Dampfer wurde durch zwei Torpedos versenkt. Er hatte 4.256 t Nahrungsmittel, 2.100 t Halbmetalle sowie 178 t Textilien geladen und befand sich auf dem Weg von New York nach Manchester. Das Schiff gehörte zum Konvoi SC-57 mit 33 Schiffen. Es gab zehn Tote und 56 Überlebende.

### Zweite Unternehmung
Das Boot lief am 27. Dezember 1941 um 15 Uhr von Lorient aus und lief am 25. Februar 1942 um 11 Uhr wieder dort ein. Auf dieser 61 Tage dauernden und 8.529 sm langen Unternehmung in den Westatlantik, der USA-Ostküste, vor Long Island und der Chesapeake Bay, wurden fünf Schiffe mit 31.672 BRT versenkt. Es wurde U 109 mit Brennstoff versorgt und von U 587 wurden fünf deutsche Flieger übernommen, die abgeschossen worden waren. U 130 gehörte zum Unternehmen Paukenschlag.
- 13. Januar 1942: Versenkung des norwegischen Dampfers Frisco (Lage) mit 1.582 BRT. Der Dampfer wurde durch zwei Torpedos versenkt. Er hatte Tropenholz geladen und befand sich auf dem Weg von Savannah nach Argentia (Nova Scotia). Es gab 13 Tote und sechs Überlebende.
- 13. Januar 1942: Versenkung des panamaischen Dampfers Friar Rock (Lage) mit 5.441 BRT. Der Dampfer wurde durch zwei Torpedos versenkt. Er hatte Militärgüter geladen und befand sich auf dem Weg von New York (USA) über Sydney (Nova Scotia) nach Loch Ewe. Es gab 31 Tote und sieben Überlebende.
- 21. Januar 1942: Versenkung des norwegischen Tankers Alexandra Høegh (Lage) mit 8.248 BRT. Der Tanker wurde durch zwei Torpedos versenkt. Er hatte 12.000 t Rohöl geladen und befand sich auf dem Weg von Caripito (Bolivien) nach Halifax. Es gab keine Verluste, 28 Überlebende.
- 25. Januar 1942: Versenkung des norwegischen Tankers Varanger (Lage) mit 9.305 BRT. Der Tanker wurde durch drei Torpedos versenkt. Er hatte Benzin und Kraftstoffe geladen und befand sich auf dem Weg von Curaçao nach New York (USA). Es gab keine Verluste, 38 Überlebende.
- 27. Januar 1942: Versenkung des US-amerikanischen Tankers Francis E. Powell (Lage) mit 7.096 BRT. Der Tanker wurde durch einen Torpedo versenkt. Er hatte 8.000 t Benzin und Öl geladen und befand sich auf dem Weg von Port Arthur nach Providence. Es gab vier Tote und 28 Überlebende.
- 6. Februar 1942: Versorgung von U 109 mit 19 m³ Brennstoff.

### Dritte Unternehmung
Das Boot lief am 24. März 1942 um 19:30 Uhr von Lorient aus und lief am 6. Juni 1942 um 8 Uhr wieder dort ein. Auf dieser 75 Tage dauernden und 10.558 sm über und 534 sm unter Wasser langen Unternehmung in den Westatlantik, der Karibik, vor Trinidad, Curacao und Venezuela, wurden zwei Schiffe mit 13.092 BRT versenkt und ein Öllager auf Curacao mit Artillerie beschossen.
- 11. April 1942: Versenkung des norwegischen Motorschiffes Grenanger (Lage) mit 5.393 BRT. Das Schiff wurde durch einen Torpedo und Artillerie versenkt. Es hatte Stückgut und Kaffee geladen und befand sich auf dem Weg von Buenos Aires über Santos nach New York (USA). Es gab keine Verluste, 36 Überlebende.
- 12. April 1942: Versenkung des US-amerikanischen Tankers Esso Boston mit 7.699 BRT. Der Tanker wurde durch zwei Torpedos und Artillerie versenkt. Er hatte 105.400 Barrel Rohöl geladen und befand sich auf dem Weg von Güiria (Venezuela) nach Halifax (Nova Scotia). Es gab keine Verluste, 37 Überlebende.

### Vierte Unternehmung
Das Boot lief am 4. Juli 1942 um 20:30 Uhr von Lorient aus und lief am 12. September 1942 um 14:40 Uhr wieder dort ein. Auf dieser 70 Tage dauernden und 10.619 sm über und 481 sm unter Wasser langen Unternehmung in den Mittelatlantik und vor Freetown, wurden sieben Schiffe mit 51.528 BRT versenkt.
- 25. Juli 1942: Versenkung des norwegischen Tankers Tankexpress (Lage) mit 10.095 BRT. Der Tanker wurde durch zwei Torpedos und Artillerie versenkt. Er fuhr in Ballast und war auf dem Weg von Freetown nach Trinidad. Es gab keine Verluste, 39 Überlebende.
- 27. Juli 1942: Versenkung des britischen Dampfers Elmwood (Lage) mit 7.167 BRT. Der Dampfer wurde durch zwei Torpedos versenkt. Er hatte 7.000 t Militärgüter, inklusive Panzer und LKWs geladen und befand sich auf dem Weg von New York (USA) über Trinidad und Kapstadt nach Abadan und Kuwait. Es gab keine Verluste, 51 Überlebende.
- 30. Juli 1942: Versenkung des britischen Motorschiffes Danmark (Lage) mit 8.391 BRT. Das Schiff wurde durch zwei Torpedos und Artillerie versenkt. Es fuhr in Ballast und war auf dem Weg von Durban nach Trinidad. Es gab keine Verluste, 49 Überlebende.
- 9. August 1942: Versenkung des norwegischen Tankers Malmanger (Lage) mit 8.078 BRT. Der Tanker wurde durch zwei Torpedos versenkt. Er hatte 10.040 t Heizöl geladen und befand sich auf dem Weg von Trinidad nach Pointe-Noire. Es gab 14 Tote und 20 Überlebende. Der Kapitän und der Leitende Ingenieur wurde gefangen genommen.
- 11. August 1942: Versenkung des norwegischen Tankers Mirlo (Lage) mit 7.455 BRT. Der Tanker wurde durch zwei Torpedos versenkt. Er hatte 10.500 t Heizöl geladen und befand sich auf dem Weg von Curacao und Trinidad nach Freetown (Sierra Leone). Es gab keine Verluste, 37 Überlebende.
- 25. August 1942: Versenkung des britischen Dampfers Viking Star (Lage) mit 6.445 BRT. Der Dampfer wurde durch drei Torpedos versenkt. Er hatte 4.519 t Fleisch und 200 t Düngemittel geladen und befand sich auf dem Weg von Buenos Aires (Argentinien) über Montevideo und Freetown (Sierra Leone) nach Großbritannien. Es gab sieben Tote und 52 Überlebende.
- 26. August 1942: Versenkung des britischen Dampfers Beechwood (Lage) mit 4.897 BRT. Der Dampfer wurde durch zwei Torpedos versenkt. Er hatte 3.209 t Stückgut und 5.000 t Pottasche geladen und befand sich auf dem Weg von Haifa über Freetown (Sierra Leone) nach Großbritannien. Es gab einen Toten und 43 Überlebende. Der Kapitän wurde gefangen genommen.

### Fünfte Unternehmung
Das Boot lief am 29. Oktober 1942 um 17:00 Uhr von Lorient aus und lief am 30. Dezember 1942 um 14:00 Uhr wieder dort ein. Auf dieser 62 Tage dauernden und 7.402 sm über und 482 sm unter Wasser langen Unternehmung in den Mittelatlantik, vor Marokko und der nordwestafrikanischen Küste, wurden drei Schiffe mit 34.407 BRT versenkt. U 130 wurde am 23. Dezember 1942 von U 463 mit 9 m³ Brennstoff versorgt. Es gehörte zu den Gruppen mit den Tarnnamen „Schlagetot“ und „Westwall“.
- 12. November 1942: Versenkung des US-amerikanischen Truppentransporters Edward Rutledge[1] (Lage) mit 9.360 BRT. Das Schiff wurde durch zwei Torpedos versenkt. Es hatte Kriegsgüter und Truppen geladen, die jedoch schon von Bord waren. Das Schiff wurde im Hafen von Fedala versenkt. Es gehörte zum Konvoi UGF-1. Es gab 15 Tote.
- 12. November 1942: Versenkung des US-amerikanischen Truppentransporters Tasker H. Bliss[2] (Lage) mit 12.568 BRT. Das Schiff wurde durch zwei Torpedos versenkt. Es hatte Kriegsgüter und Truppen geladen, die jedoch schon von Bord waren. Das Schiff wurde im Hafen von Fedala (Marokko) versenkt. Es gehörte zum Konvoi UGF-1.
- 12. November 1942: Versenkung des US-amerikanischen Truppentransporters Hugh L. Scott (Lage) mit 12.479 BRT. Das Schiff wurde durch einen Torpedo versenkt. Es hatte Kriegsgüter und Truppen geladen, die jedoch schon von Bord waren. Das Schiff wurde im Hafen von Fedala (Marokko) versenkt. Es gehörte zum Konvoi UGF-1. Es gab 59 Tote und 60 Überlebende.

### Sechste Unternehmung
Das Boot lief am 28. Februar 1943 von Lorient aus und wurde am 12. März 1943 versenkt. Auf dieser 14 Tage dauernden Unternehmung in den Mittelatlantik, westlich von Spanien und Gibraltar, wurden vier Schiffe mit 16.359 BRT versenkt. U 130 gehörte zur Gruppe mit dem Tarnnamen „Unverzagt“.
- 5. März 1943: Versenkung des britischen Dampfers Fidra (Lage) mit 1.574 BRT. Der Dampfer wurde durch einen Torpedo versenkt. Er hatte 2.300 t Eisenerz geladen und befand sich auf dem Weg von Almería nach Barrow. Das Schiff gehörte zum Konvoi XK-2 mit 20 Schiffen. Es gab 17 Tote und zwölf Überlebende.
- 5. März 1943: Versenkung des britischen Dampfers Trefusis (Lage) mit 5.299 BRT. Der Dampfer wurde durch einen Torpedo versenkt. Er hatte 7.400 t Eisenerz geladen und befand sich auf dem Weg von Pepel (Sierra Leone) über Gibraltar nach London. Das Schiff gehörte zum Konvoi XK-2 mit 20 Schiffen. Es gab drei Tote und 44 Überlebende.
- 5. März 1943: Versenkung des britischen Dampfers Empire Tower (Lage) mit 4.378 BRT. Der Dampfer wurde durch einen Torpedo versenkt. Er hatte 6.532 t Eisenerz geladen und befand sich auf dem Weg von Huelva nach Middlesbrough. Das Schiff gehörte zum Konvoi XK-2 mit 20 Schiffen. Es gab 42 Tote und drei Überlebende.
- 5. März 1943: Versenkung des britischen Dampfers Ger-Y-Bryn (Lage) mit 5.108 BRT. Der Dampfer wurde durch einen Torpedo versenkt. Er hatte 8.181 t westafrikanische Produkte geladen und befand sich auf dem Weg von Lagos über Gibraltar nach Hull. Das Schiff gehörte zum Konvoi XK-2 mit 20 Schiffen. Es gab keine Verluste, 47 Überlebende.

## Verbleib
Das Boot wurde am 12. März 1943 im Atlantik westlich der Azorischen Inseln durch den US-amerikanischen Zerstörer USS Champlin geortet und mit Wasserbomben auf der Position 37° 10′ N, 40° 21′ W im Marine-Planquadrat CD 8263 versenkt. Es war ein Totalverlust mit 53 Toten.